# 100 meter fjärilsim för herrar i simning vid olympiska sommarspelen 2004
Sammanställda resultaten för 100 meter fjärilsim, herrar vid de Olympiska sommarspelen 2004 i Aten.

## Rekord
| Världsrekord                        | Ian Crocker (USA)             | Long Beach, USA    | 50,76 | 13 juli 2004      |
| Tidigare olympiskt rekord           | Geoffrey Huegill (Australien) | Sydney, Australien | 51,96 | 21 september 2000 |
| Nytt olympiskt rekord (Semifinal 1) | Andrij Serdinov (Ryssland)    | Aten, Grekland     | 51,74 | 19 augusti 2004   |
| Nytt olympiskt rekord (Semifinal 2) | Michael Phelps (USA)          | Aten, Grekland     | 51,61 | 19 augusti 2004   |
| Nytt olympiskt rekord (Final)       | Michael Phelps (USA)          | Aten, Grekland     | 51,25 | 20 augusti 2004   |

## Medaljörer
| Guld:               | Silver:          | Brons:                   |
| Michael Phelps, USA | Ian Crocker, USA | Andrij Serdinov, Ukraina |

## Resultat
Från de 8 kvalheaten gick de 16 snabbaste vidare till semifinal.

Från de två semifinalerna gick de 8 snabbaste till final.
Alla tider visas i sekunder.

Q kvalificerad till nästa omgång

DNS startade inte.

DSQ markerar diskvalificerad eller utesluten.

### Kval

#### Heat 1
1. Luis Matias, Angola 58,92
2. Fernando Medrano-Medina, Nicaragua 60,91
3. Rad Aweisat, Palestina 61,60

#### Heat 2
1. Michal Rubacek, Tjeckien 54,87
2. Oleg Liasjko, Uzbekistan 55,90
3. Nicholas Rees, Bahamas 56,39
4. Gordon Touw Ngie Tjouw, Surinam 56,68
5. Conrad Francis, Sri Lanka 56,80
6. Andy Wibowo, Indonesien 56,86
7. Daniel O Keeffe, Guam 57,39
8. Davy Bisslik, Aruba 57,85

#### Heat 3
1. Doo-Hee Jeong, Sydkorea 54,76
2. Rustam Chudijev, Kazakstan 55,03
3. Hjortur Mar Reynisson, Island 55,12
4. Eduardo German Otero, Argentina 55,24
5. Aleksandar Miladinovski, Makedonien 55,71
6. Juan Pablo Valdivieso, Peru 55,98
7. Aghiles Slimani, Algeriet 56,22
8. Onur Uras, Turkiet 56,.37

#### Heat 4
1. Jere Hård, Finland 54,02
2. Peter Mankoc, Slovenien 54,14
3. Sotirios Pastras, Grekland 54,20
4. Rimvydas Salcius, Litauen 54,46
5. Camilo Becerra, Colombia 54,71
6. Georgi Palazov, Bulgarien 54,91
7. Peng Wu, Kina 55,17
8. Andrejs Duda, Lettland 56,81

#### Heat 5
1. Milorad Cavic, Serbien och Montenegro 52,44 Q
2. Ryan Pini, Papua Nya Guinea 53,26
3. Simao Morgado, Portugal 53,53
4. Frederick Bousquet, Frankrike 53,63
5. Pavel Lagoun, Vitryssland 53,87
6. Erik Andersson, Sverige 54,26
7. Zsolt Gaspar, Ungern 54,43
8. Luis Rojas, Venezuela 54,58

#### Heat 6
1. Andrij Serdinov, Ukraina 52,05 Q
2. Evgenij Korotisjkin, Ryssland 52,93 Q
3. Joris Keizer, Nederländerna 53,41
4. Denis Silantjev, Ukraina 53,46
5. Todd Cooper, Storbritannien 53,48
6. Mattia Nalesso, Italien 53,49
7. Eugene Botes, Sydafrika 54,15
8. Josh Ilika Brenner, Mexiko 54,29

#### Heat 7
1. Michael Phelps, USA 52,35 Q
2. Geoffrey Huegill, Australien 52,54 Q
3. Duje Draganja, Kroatien 52,56 Q
4. Thomas Rupprath, Tyskland 52,57 Q
5. Takashi Yamamoto, Japan 52,71 Q
6. James Hickman, Storbritannien 52,91 Q
7. Corney Swanepoel, Nya Zeeland 53,07 Q
8. Ioan Gherghel, Rumänien 53,89

#### Heat 8
1. Ian Crocker, USA 52.03 Q
2. Franck Esposito, Frankrike 52.61 Q
3. Igor Martjenko, Ryssland 52.62 Q
4. Gabriel Mangabeira, Brasilien 52.76 Q
5. Michael Mintenko, Kanada 52.96 Q
6. Helge Folkert Meeuw, Tyskland 53.11 Q
7. Kaio Almeida, Brasilien 53.22
8. Adam Pine, Australien 53.45

### Semifinaler

#### Heat 1
1. Andrij Serdinov, Ukraina 51,74 Q Olympiskt rekord
2. Duje Draganja, Kroatien 52,74 Q
3. Takashi Yamamoto, Japan 52,81
4. Franck Esposito, Frankrike 52,88
5. Michael Mintenko, Kanada 52,89
6. Helge Folkert Meeuw, Tyskland 52,99
7. James Hickman, Storbritannien 53,10
8. Milorad Cavic, Serbien och Montenegro 53,12

#### Heat 2
1. Michael Phelps, USA 51,61 Q Olympiskt rekord
2. Ian Crocker, USA 51,83 Q
3. Igor Martjenko, Ryssland 52,32 Q
4. Gabriel Mangabeira, Brasilien 52,33 Q
5. Geoffrey Huegill, Australien 52,64 Q
6. Thomas Rupprath, Tyskland 52,71 Q
7. Evgenij Korotisjkin, Ryssland 52,85
8. Corney Swanepoel, Nya Zeeland 52,99

### Final
1. Michael Phelps, USA 51,25 Olympiskt rekord
2. Ian Crocker, USA 51,29
3. Andrij Serdinov, Ukraina 51,36 Europeiskt rekord
4. Thomas Rupprath, Tyskland 52,27
5. Igor Martjenko, Ryssland 52,32
6. Gabriel Mangabeira, Brasilien 52,34
7. Duje Draganja, Kroatien 52,46
8. Geoffrey Huegill, Australien 52,56

## Tidigare vinnare

### OS
- 1896 – 1964: Ingen tävling
- 1968 i Mexico City: Dough Russel, USA – 55,9
- 1972 i München: Mark Spitz, USA – 54,27
- 1976 i Montréal: Matt Vogel, USA – 54,35
- 1980 i Moskva: Pär Arvidsson, Sverige – 54,92
- 1984 i Los Angeles: Michael Gross, Västtyskland – 53,08
- 1988 i Seoul: Anthony Nesty, Surinam – 53,00
- 1992 i Barcelona: Pablo Morales, USA – 53,32
- 1996 i Atlanta: Denis Pankratov, Ryssland – 52,27
- 2000 i Sydney: Lars Frölander, Sverige – 52,00

### VM
- 1973 i Belgrad: Bruce Robertson, Kanada – 55,69
- 1975 i Cali, Colombia: Greg Jagenburg, USA – 55,63
- 1978 i Berlin: Joe Bottom, USA – 54,30
- 1982 i Guayaquil, Ecuador: Matt Gribble, USA – 53,88
- 1986 i Madrid: Pablo Morales, USA – 53,54
- 1991 i Perth: Anthony Nesty, Surinam – 53,29
- 1994 i Rom: Rafal Szukala, Polen – 53,51
- 1998 i Perth: Michael Klim, Australien – 52,25
- 2001 i Fukuoka, Japan: Lars Frölander, Sverige – 52,10
- 2003 i Barcelona: Ian Crocker, USA – 50,98